# Historische Straße
Als Historische Straße wird im Verwaltungsrecht von einer innerörtlichen und schon vor Einführung des jeweiligen Landesstraßenbaugesetzes zum Anbau bestimmten Straße gesprochen. Sie galt also damals als fertiggestellte Straße.
Heutige Gerichte und Stadtverwaltungen beschäftigen sich mit dem Begriff Historische Straße im Wesentlichen um heutige Erschließungspflichten auf Grund des Status der jeweiligen Straße zum Zeitpunkt der daran angrenzenden historischen und erstmaligen Bebauung (Erschließung).

## Bis circa 1850
Erst ab Mitte des 19. Jahrhunderts führten die Verwaltungen der deutschen Fürsten und Königshäuser Straßenbaugesetze ein (z. B. Badisches Straßenbaugesetz 1860 oder Baden-Württembergisches Straßenbaugesetz 1872). In den Gesetzen wurden Straßentypen und Standards erstmals definiert:
- Ortsweg (heute Hauptstraße)
- Vicinalstraße/Nachbarschaftsstraße (heute Land-, Kreis-, Bundesstraße)
- Feldweg

## Ab circa 1850 bis circa 1960
Ab Einführung der Landesbaugesetze (z. B. Badisches Ortsstraßengesetz vom 20. Februar 1868) regelte die Art der Bebauung und städtebauliche Gestaltung den Status einer jeweiligen Straße. Heutige Gerichte entscheiden die Frage nach einer historischen Fertigstellung einer Straße nach Indizien:
- Historische Karten (z. B. Urkarten und Handrisse in Vermessungsämtern)
- Historische Dokumentationen aus Archiven
- Namensgebung (Ortsweg, Hauptstraße, Vicinalweg, Feldweg, Nachbarschaftsstraße, …)
- Bebauungspläne und Bausatzungen (ab Mitte des 19. Jahrhunderts immer mehr genutzt)
- Baulinien in Bauanträgen und Situationsplänen
- Tatsächliche Baugestaltung
- Besondere Bebauungen (z. B.Kirchen, Amtshäuser, große Bauwerke, Brücken, Handels- und Reiserouten, Plätze, besondere Gewerbe, Schildgerechtigkeit, …)[6][7]

## Ab 1961
Ab 30. Juni 1961 regelt das Bundesbaugesetz den Status von Straßen. Die Finanzierung der Straßen wird dadurch in Abhängigkeit zu deren Status geregelt. Während Bundes-, Landes-, Kreis- und Hauptstraßen erschließungskostenfrei sind, fallen Sammelstraßen, Nebenstraßen und Siedlungsstraßen zu den erschließungskostenpflichtigen. Entscheidend dabei ist, ob durch eine Straße dem bebauten Grundstück ein Vorteil (z. B. Wertsteigerung von Grünland zu Bauland) oder Nachteil (z. B. freie Durchfahrt für Dritte) durch Erschließung entsteht.